# Delia pluvialis
Delia pluvialis är en tvåvingeart som först beskrevs av Malloch 1918.  Delia pluvialis ingår i släktet Delia och familjen blomsterflugor. Inga underarter finns listade i Catalogue of Life.